# Monika Baer
Monika Baer (ur. 29 stycznia 1971 w Poznaniu) – polska antropolożka społeczno-kulturowa, pracująca w Uniwersytecie Wrocławskim.

## Życiorys
W 1995 r. ukończyła studia magisterskie na kierunku etnologia w Instytucie Etnologii i Antropologii Kulturowej UAM w Poznaniu. Pracę magisterską pt. „Krytyka feministyczna w antropologii: Szkic na podstawie wybranej literatury” przygotowała pod kierunkiem prof. Michała Buchowskiego.
W latach 1996–2000 była doktorantką w Katedrze Porównawczej Antropologii Kulturowej i Społecznej (niem. Lehrstuhl für Vergleichende Kultur- und Sozialanthropologie), Wydział Kulturoznawstwa (niem. Kulturwissenschaftliche Fakultät), Europejski Uniwersytet Viadrina we Frankfurcie nad Odrą.
Stopień doktora filozofii (Doktorin der Philosophie) uzyskała na podstawie pracy zatytułowanej „Women’s Spaces: Class, Gender and the Club: An Anthropological Study of the Transitional Process in Poland”, napisanej pod kierunkiem prof. Wernera Schiffauera. Został on uznany przez Radę Wydziału Historycznego UAM w Poznaniu za równorzędny ze stopniem doktora nauk humanistycznych w zakresie etnologii w Rzeczypospolitej Polskiej. Pracę opublikowało w 2003 roku Wydawnictwo Uniwersytetu Wrocławskiego.
Od grudnia 2000 r. pracuje na stanowisku adiunkta w Katedrze Etnologii i Antropologii Kulturowej Uniwersytetu Wrocławskiego.
W 2016 r. Rada Wydziału Historycznego UAM w Poznaniu nadała jej stopień doktora habilitowanego w dziedzinie nauk humanistycznych w zakresie etnologii na podstawie książki „Między antropologią a aktywizmem: O polityczności, płci i antropologii”.
Od września 2020 r. kieruje Katedrą Etnologii i Antropologii Kulturowej Uniwersytetu Wrocławskiego.

## Działalność naukowa
W 2004 była stypendystką Fundacji Kościuszkowskiej w Instytucie Women’s and Gender Studies w Uniwersytecie Rutgersa. Jest członkinią International Union of Anthropological and Ethnological Sciences, European Association of Social Anthropologists, Polskiego Towarzystwa Ludoznawczego oraz Stowarzyszenia Etnologia Wrocławska. Należy do zespołu redakcyjnego wydawanych przez Katedrę Etnologii i Antropologii Kulturowej Uniwersytetu Wrocławskiego Zeszytów Etnologii Wrocławskiej oraz do rady naukowej czasopisma ZNUJ Prace Etnograficzne. W latach 2014–2018 uczestniczyła jako główny wykonawca w projekcie finansowanym przez Narodowe Centrum Nauki „Konflikt, napięcie, współpraca: Studium interakcji pomiędzy Elektrownią Opole a społecznością gminy Dobrzeń Wielki”, którym kierował prof. Petr Skalnik. W latach 2015–2017 kierowała z ramienia Uniwersytetu Wrocławskiego projektem „Divercity: Preventing and Combating Homo- and Transphobia in Small and Medium Cities across Europe” , współfinansowanym w ramach „Rights, Equality and Citizenship Program”  Unii Europejskiej. Projekt realizowano w konsorcjum międzynarodowym, kierowanym przez prof. Olga Jubany, Uniwersytet Barceloński.

## Zainteresowania badawcze
Jej zainteresowania badawcze obejmują problematykę teoretyczno-metodologiczną antropologicznych studiów płci/seksualności w powiązaniu z interdyscyplinarnymi studiami gender i queer, tematykę dotyczącą tzw. procesów transformacyjnych w środkowo-wschodniej Europie ze szczególnym uwzględnieniem kwestii związanych z płcią/seksualnością i społeczeństwem obywatelskim oraz zagadnienia społeczno-kulturowych uwarunkowań nauki, w tym specyfiki dyscyplin społecznych/humanistycznych w kontekstach „postsocjalistycznych”.

## Wybrane publikacje

### Książki
- M. Baer, Women’s Spaces: Class, Gender and the Club: An Anthropological Study of the Transitional Process in Poland, Wrocław: Wydawnictwo Uniwersytetu Wrocławskiego 2003.
- M, Baer, Między nauką a aktywizmem: O polityczności, płci i antropologii, Wrocław: Uniwersytet Wrocławski 2014.
- M. Baer, E, Pakszys (red.), Obszary kultur kobiecych w badaniach płci/rodzaju, Poznań: Wydawnictwo Humaniora 2003.
- M. Baer, M. Lizurej (red.), Z odmiennej perspektywy: Studia queer w Polsce, Wrocław: Oficyna Wydawnicza „Arboretum” 2007.
- M. Baer, A. Kościańska (red.), Antropologia płci i seksualności: Perspektywy marginalne, numer specjalny Zeszytów Etnologii Wrocławskiej 1(20): 2014.

### Artykuły w czasopismach
- M. Baer, „L’invisible visible: Genre, sexualité et société civile”, Ethnologie Française 16(2): 2010, 245-255.
- M. Baer, „Claude Lévi-Strauss w debatach ‘zwrotu politycznego’ antropologii angloamerykańskiej”, Zeszyty Etnologii Wrocławskiej 1-2(14-15): 2011, 57-71.
- M. Baer, „Płeć i procesy transformacyjne w Polsce po 1989 roku: Studium przypadku” Rocznik Antropologii Historii nr 2(7): 2014, 291-305.
- M. Baer, „Think Globally, Act Locally? Anthropological Strategies in/of Central-Eastern Europe”, Cargo: Journal for Cultural/Social Anthropology 12(1-2): 2014, 19-34.
- M. Baer, „Od ‘kłopotliwych związków’ do ‘wspólnoty krytyków’? Antropologia i studia genderowe/queerowe we współczesnej Polsce”, Zeszyty Etnologii Wrocławskiej, 1(24): 2016, 37-52.

### Artykuły w książkach
- M. Baer, „‘Męskość’ w ujęciu antropologicznym”, w: B. Płonka-Syroka (red.), Stereotypy i wzorce męskości w różnych kulturach świata, Warszawa: Wydawnictwo DiG 2008, s. 3–16.
- M. Baer, „‘Let Them Hear Us!’ The Politics of Same-Sex Transgression in Contemporary Poland”, w: H. Donnan, F. Magowan (red.), Transgressive Sex: Subversion and Control in Erotic Encounters, New York, Oxford: Berghahn Books 2009, s. 131–150.
- M. Baer, „Transformacje transformacji: O problemach antropologii postsocjalizmu”, w: K. Górny, M. Marczyk (red.), Antropologiczne badania zmiany kulturowej: Społeczno-kulturowe aspekty transformacji systemowej w Polsce, Wrocław: Uniwersytet Wrocławski 2009, s. 33–56.
- M. Baer, „Od postsocjalizmu do późnego industrializmu: ‘Odmienność’ jako strategia analityczna współczesnej antropologii”, w: A. Rzepkowska (red.), Odmienność w kulturze, Toruń: Wydawnictwo Naukowe Uniwersytetu Mikołaja Kopernika w Toruniu 2017, s. 61–78.
- M. Baer, „Anthropology and Gender/Queer Studies in Contemporary Poland: A Personally Situated View”, w: M. Buchowski (red.), Twilight Zone Anthropology: A Voice from Poland, Herefordshire: Sean Kingston Publishing 2018.